# Denis Glushakov
Denis Borisovich Glushakov (Millerovo, 27 de janeiro de 1987) é um futebolista russo que atua como meio-campo. Atualmente defende o Pari NN.

## Carreira
Integrou a Seleção Russa de Futebol na Eurocopa de 2012 e 2016 e a Copa do Mundo de 2014.

## Títulos
Spartak Moscou
- Campeonato Russo: 2016–17
- Supercopa da Rússia: 2017